# Губков
Губков (укр. Губків) — село в Сосновской поселковой общине Ровненского района Ровненской области Украины.
До 2020 года входило в Березновский район.
Расположено на правом берегу реки Случь (приток Горыни).
Население по переписи 2001 года составляло 788 человек. Почтовый индекс — 34654. Телефонный код — 8-03653. Код КОАТУУ — 5620484401.